# Paleoctenophora
Paleoctenophora es un género extinto de ctenóforo marino, que solo abraca a una especie, P. brasseli. Fue hallado en estratos del período Devónico cerca del pueblo de Buntenbach en Hunsrück, Alemania, que es parte del lagerstätte de la llamada pizarra de Hunsrück.

## Paleobiología
Este género vivió hace aproximadamente 400 millones de años, en la etapa del Emsiense.  Comparado conotra especie de Hunsrück, Archaeocydippida hunsrueckiana, P. brasseli está muy mal preservado. Partes de las bandas están preservadas, pero su número no puede ser determinado: se asume que P. brasselitendría ocho bandas, basándose en la comparación con un género moderno de apariencia similar, Pleurobrachi, del Mar del Norte. El espécimen sin embargo muestra la presencia del estatocisto.
Los especímenes tanto de A. hunsrueckiana como de P. brasseli son demasiado delicados como para ser preparados, por lo que toda la información que se ha extraído de sus fósiles se ha obtenido por medio de exámenes con rayos x

## Etimología
El nombre de la especie fue dado en honor del coleccionista de fósiles Günther Brassel, y fue descrito oficialmente en la publicación Nature en 1983. El único ejemplar conocido se encuentra en la Colección del Estado Bávaro.